# Cribratge genètic
Un cribratge genètic o cribratge de mutagènesi és una tècnica experimental usada per identificar i seleccionar individus que posseeixen un fenotip d'interès en una població mutagenitzada. Per tant, un cribratge genètic és un tipus de cribratge fenotípic. Els cribratges genètics poden proporcionar informació important sobre la funció d'un gen, així com els esdeveniments moleculars que es troben en la base d'un procés biològic. Tot i que els projectes del genoma han identificat un extens inventari de gens, en molts organismes diferents, els cribratges genètics poden proporcionar una valuosa visió de com funcionen aquests gens.